# Protognathinus spielbergi
Protognathinus spielbergi là một loài bọ cánh cứng trong họ Lucanidae. Loài này được Chalumeau & Brochier mô tả khoa học năm 2001.